# Rádio Philips
A PRA-X - Sociedade Rádio Philips do Brasil foi fundada em 12 de março de 1930 no Rio de Janeiro, então capital federal, pela Philips (que se instalara no Brasil nos anos 20).
Possuía uma boa qualidade de som em comparação às outras emissoras da época, não só pela potência do sinal irradiado, mas também pela qualidade dos aparelhos da marca vendidos à elite carioca por um pernambucano que viria a se tornar em um dos mais famosos produtores de programas de rádio da época: Ademar Casé (avô de Regina Casé). Os locutores da emissora a propagavam como sendo do "signo das estrelas", já que sua logomarca era composta do desenho de quatro estrelas.
Criativo e empreendedor, Casé era um agenciador de anúncios para revistas quando começou a ser vendedor de rádios da Philips. Com a lista telefônica em mãos, Casé tinha nome e endereço de possíveis clientes. Sua tática era visitar as casas durante os dias úteis. Ele esperava o dono da casa sair para trabalhar e só então tocava a campainha.
O segredo consistia em pedir para falar com o proprietário da casa chamando-o pelo nome como se realmente o conhecesse, em seguida falava para a esposa dele que tinha informações que ele estava interessado em adquirir um rádio. E como a esposa nunca estava sabendo do assunto (e seria impossível saber), ele deixava o aparelho ligado e sintonizado na Rádio Sociedade do Rio de Janeiro, outra grande emissora da época.
Quando voltava, três dias depois, a família já estava encantada pela novidade. Muitas vezes, ainda contra a vontade, o dono terminava comprando o aparelho. As vendas eram impressionantes e o diretor comercial da Philips do Brasil quis conhecer pessoalmente esse vendedor que "chegava a levar 30 aparelhos no carro, vendia todos e voltava com um pedido de mais 27".
Aproveitando os contatos e a sua fama como grande profissional dentro da Philips, Ademar sugeriu a Vitoriano Augusto Borges, diretor da Rádio Philips, o aluguel de um horário explicou que essa nova experiência seria ainda melhor e mais dinâmico do que o “Esplêndido Programa,” programa de maior sucesso na época transmitida pela Rádio Mayrink Veiga. O Programa Casé estreou às 20 horas de 14 de fevereiro de 1932, e se tornou um sucesso.
A Rádio Philips foi desativada em 1936 pela organização holandesa, forçada por uma legislação governamental, que criava embaraços para uma emissora com suas características, já que tinha como principal objetivo, divulgar os produtos fabricados e comercializados pela Philips do Brasil, conforme descreve Reinaldo C. Tavares em seu livro "Histórias que o Rádio Não Contou". Rafael Casé (outro neto de Ademar), escritor de "Programa Casé - O Rádio Começou Aqui", no entanto, descreve outra versão: A Philips era a única emissora carioca a atingir São Paulo e, por não apoiar a Revolução Constitucionalista de 1932, passou a enfrentar boicote paulista a seus aparelhos. Como a emissora nascera para ajudar a promover os produtos Philips e não para prejudicá-los, a direção da multinacional decidiu vendê-la. A emissora foi oferecida a Casé, mas este não dispunha dos cinqüenta contos de réis necessários para a compra.
Foi encampada pelo grupo do jornal "A Noite", "Noite Ilustrada" e "Revista Carioca" e transformada na famosa Rádio Nacional do Rio de Janeiro, sendo seus estúdios instalados inicialmente na Praça Mauá número 7, edifício A Noite.